# 普埃夫洛里科
普埃夫洛里科是哥倫比亞的城鎮，位於該國北部，由安蒂奧基亞省負責管轄，距離首府麥德林110公里，始建於1886年，面積86平方公里，海拔高度1,826米，2005年人口8,168。
5°48′N 75°51′W / 5.800°N 75.850°W